# 小竹下里
小竹下里，是台灣南部自清治時期至日治初期的一個行政區劃，其範圍包括今高雄市的大寮區南部及林園區全部。
小竹下里北邊為小竹上里，東邊為港西下里、新園里，南邊瀕臨台灣海峽，西邊為鳳山下里、鳳山上里。

## 管轄街庄
小竹下里共轄10個庄：
- 今大寮區境內：拷潭庄、赤崁庄、大藔庄
- 今林園區境內：汕尾庄、中芸庄、港仔埔庄、王公廟庄、潭頭庄、林仔邊庄、溪洲庄